# La Borra
La Borra è una frazione del comune italiano di Pontedera, nella provincia di Pisa, in Toscana.

## Geografia fisica
La frazione è situata in Valdera, in un'area pianeggiante pochi chilometri a sud di Pontedera, a metà strada per Ponsacco. Il paese è lambito a est dall'argine del fiume Era e confina a nord con Pontedera, ad ovest con Santa Lucia e a sud con Ponsacco. Oltre il fiume, di fronte al paese, si trovano le frazioni di Il Romito e Val di Cava.
La Borra dista circa 30 km da Pisa.

## Storia
Il borgo si è sviluppato nel luogo ove sorgeva l'antica Travalda, citata nei documenti medievali sin dall'807 e scomparsa nella toponomastica dopo il 1371.
Il territorio, risultante compreso nelle proprietà della famiglia Braccini, si sviluppò con l'edificazione della chiesa della Madonna della Tosse a partire dal XVII secolo. La frazione era perlopiù composta da vari casali e poderi che vertevano intorno alla chiesa: il nucleo centrale era quello costituito dalla villa e dalla fattoria dei Tognocchi Demi, già proprietà della famiglia Sforza (72 abitanti nel 1951), che è andato poi ad inglobare anche le località di Ceami (47 abitanti nel 1951) ed Il Pino, il cui toponimo deriva da un vecchio pino un tempo qui situato.
Nel corso del XX secolo La Borra ha conosciuto una vera espansione urbana, soprattutto dopo la realizzazione dell'argine del fiume Era, che ha messo definitivamente al sicuro quest'area frequentemente alluvionata. Dalle poche unità censite nell'immediato secondo dopoguerra, la frazione è arrivata a contarne circa 750 nel 2011.

## Monumenti e luoghi d'interesse
- Chiesa della Madonna dei Braccini, chiesa parrocchiale della frazione, è stata costruita fra il 1651 e il 1652 in un podere della famiglia Braccini, col titolo di Santa Maria della Tosse. La parrocchia è unita a quella della frazione di Santa Lucia,[2] e l'intero territorio conta una popolazione di circa 2 000 abitanti.[3]

## Economia

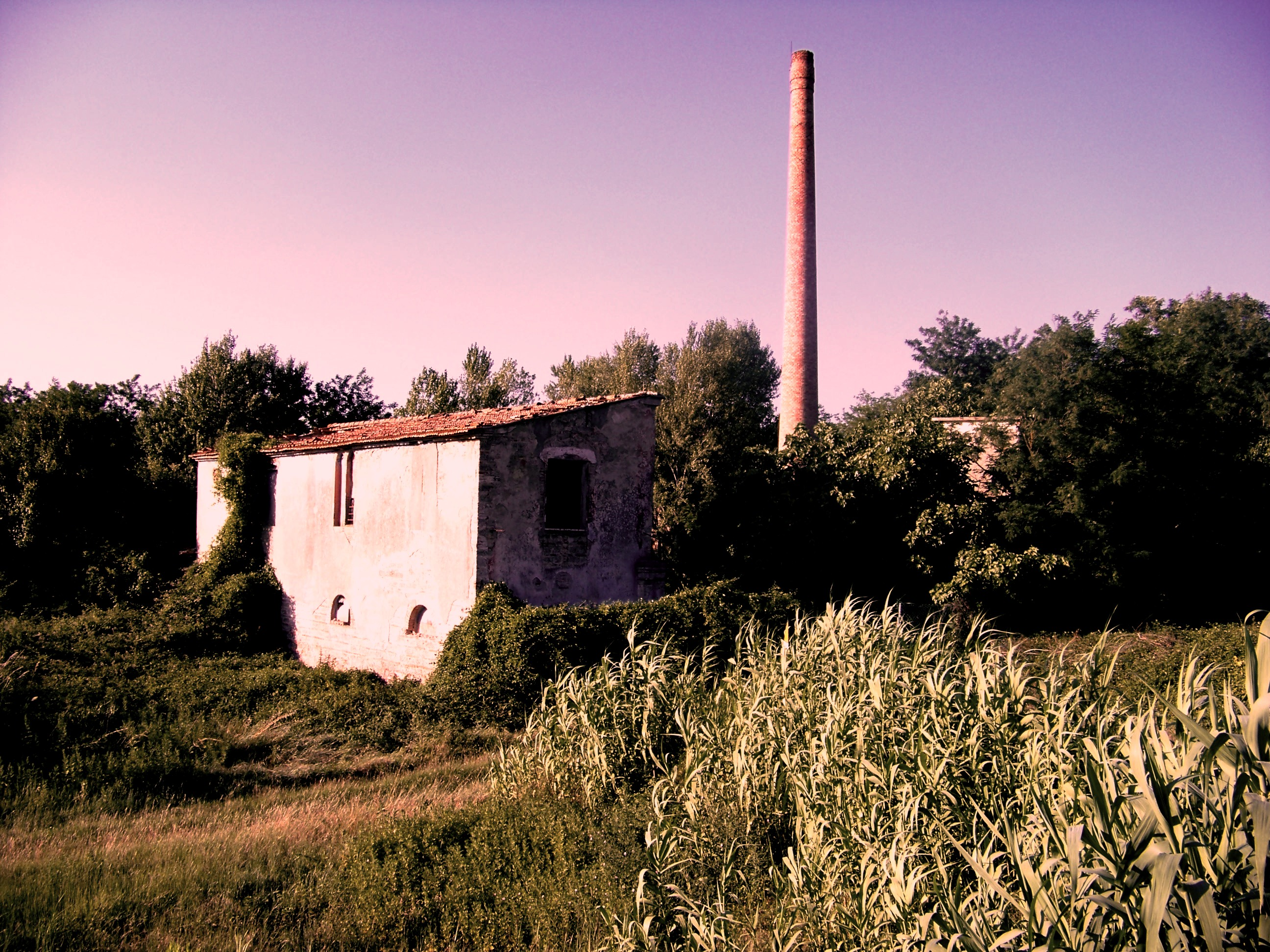
La vecchia cartiera della Borra

Nel 1877 fu realizzato presso La Borra un mulino ad acqua di proprietà di Angelo Cavallini, poi trasformato nel 1884 e adibito a partire dal 1901 come frantoio. Questo edificio sarà poi acquistato nel 1924 dalla ditta "Fratelli Cipollini e Baschieri" che lo trasformerà in cartiera, con la paglia utilizzata come materia prima. La cartiera della Borra continuò la sua attività fino al 1957, anno del fallimento e del conseguente smantellamento della produzione, venendo poi completamente abbandonata. I resti della struttura sono ancora visibili nei pressi del fiume, con l'alto camino in laterizi, costruito nel 1950, ancora in piedi. Vi sono stati alcuni tentativi di riqualificazione dell'area, tuttavia mai andati a buon fine.